# Moi, moche et bon
Moi, moche et bon (ou MM et B) est une entreprise créée en 2017 à l'initiative de trois étudiants de l'EM de Strasbourg afin de lutter contre le gaspillage alimentaire en réutilisant les fruits et légumes moches (ne correspondant pas aux critères esthétiques requis par les supermarchés), qui peuvent être utilisés pour produire du jus.

## Histoire
Moi, moche et bon est créée en 2015 en réaction à un constat : le gaspillage alimentaire est une des principales sources de pollution,.
L'initiative menée par Séverin Meuillet, Cagri Parlakkilic et Thomas Garcia, alors étudiants à l'EM de Strasbourg et avec le soutien de leurs professeurs, débute alors en s'appuyant sur des valeurs écoresponsables,. Afin de financer leur projet, ils recourent au crowdfunding via la plateforme Ulule, qui leur permet de récolter un montant de 13 000 €.
Avec un chiffre d'affaires de 300 000 € en 2017, le projet étudiant devient finalement une entreprise.

## Développement de la marque

### Visibilité
L'entreprise a développé sa visibilité au travers de médias français comme France 3, Europe 1 et 20minutes. Elle a aussi développé sa publicité[réf. nécessaire].
L'entreprise a participé à certains  évènements comme le Concours Agrica 2016, où elle a fini première dans la catégorie « Découverte », et le Salon de l'agriculture 2017, et a reçu la médaille d'argent du Concours général agricole de Paris, prix d'excellence 2019, catégorie « Jus de fruits artisanaux ou industriels - Jus de pommes ».
Elle a reçu le label « Tous antigaspi »[Quoi ?].

### Déploiement
L'entreprise s'est développée en misant sur l'aspect local. De ce fait, la quasi-totalité de ses 158 points de vente est située en Alsace.

## Produits
La totalité des produits commercialisés par Moi, moche et bon est constituée de jus de fruits.